# 安森信
安森 信（やすもり まこと、1977年6月3日 - ）は山口県長門市出身の写真家。
日本写真映像専門学校卒業。CATV勤務を経て、2009年フリーの写真家として活動をはじめる。

## 活動経歴

### 受賞歴
- 2003年 第4回上野彦馬賞フォトコンテスト日本写真芸術学会奨励賞受賞
- 2009年 キヤノン写真新世紀優秀賞（荒木経惟 選）受賞
- 2010年 第64回山口県美術展覧会佳作受賞

### グループ展
- 2003年 「第4回上野彦馬賞展」（東京都写真美術館・東京　九州産業大学・福岡）
- 2009年 「写真新世紀展」（東京都写真美術館・東京）
- 2010年 「写真新世紀展」（アートコートギャラリー・大阪）
- 2010年 「第64回山口県美術展覧会」(山口県立美術館・山口)

### 個展
- 2010年 「照女」（ギャラリーナカノ・山口）